# Championnat d'Afrique de rugby à sept 2015
Navigation
2014 2016
Le championnat d'Afrique de rugby à sept 2015 est un tournoi qualificatif pour le tournoi Rugby à sept aux Jeux olympiques d'été de 2016. Il s'est déroulé à Kempton Park, Gauteng, Afrique du Sud le 14 et 15 novembre 2015.
L'équipe ayant remporté le tournoi est directement qualifiée pour les jeux olympiques, les équipes ayant terminé deuxième, troisième et quatrième sont quant à elles qualifiées pour le tournoi olympique qualificatif de rugby à sept 2016.
L'équipe du Kenya gagne le tournoi en battant en finale l'équipe du Zimbabwe sur le score de 21 à 17, obtenant ainsi sa qualification pour les jeux olympiques.
Les équipes du Zimbabwe, du Maroc et de la Tunisie ayant fini respectivement deuxième, troisième et quatrième, sont qualifiées pour le tournoi olympique qualificatif de rugby à sept 2016.

## Équipes participantes
Qualification du Nord
Six équipes participent au tournoi :
- Côte d'Ivoire
- Togo
- Ghana
- Maroc
- Nigeria
- Mali

Qualification du Sud
Six équipes participent au tournoi :
- Zambie
- Botswana
- Burundi
- Maurice
- Congo
- Rwanda

Tournoi de qualification
12 équipes réparties en 3 poules participent au tournoi de qualification :
- Kenya
- Madagascar
- Namibie
- Sénégal
- Tunisie
- Ouganda
- Zambie
- Zimbabwe
- Maroc (qualification du nord)
- Nigeria (qualification du nord)
- Maurice (qualification du sud)
- Botswana (qualification du sud)

## Qualification du Nord
Note: L'équipe du Cameroun n'ayant pu faire le déplacement, l'équipe du Maroc a pris leur place dans la compétition.

### Phase de poules

#### Poule A
| Rang | Pays          | J | V | N | D | Pm | Pe | Diff | Pts |
| ---- | ------------- | - | - | - | - | -- | -- | ---- | --- |
| 1    | Côte d'Ivoire | 2 | 2 | 0 | 0 | 27 | 10 | +17  | 6   |
| 2    | Togo          | 2 | 1 | 0 | 1 | 24 | 24 | 0    | 4   |
| 3    | Ghana         | 2 | 0 | 0 | 2 | 22 | 39 | -17  | 2   |

| 6 juin 2015 | Côte d'Ivoire | 15 - 10 | Ghana | Lomé, Togo |
| 6 juin 2015 |               |         |       | Lomé, Togo |
| 6 juin 2015 |               |         |       | Lomé, Togo |

| 6 juin 2015 | Togo | 24 - 12 | Ghana | Lomé, Togo |
| 6 juin 2015 |      |         |       | Lomé, Togo |
| 6 juin 2015 |      |         |       | Lomé, Togo |

| 6 juin 2015 | Côte d'Ivoire | 12 - 0 | Togo | Lomé, Togo |
| 6 juin 2015 |               |        |      | Lomé, Togo |
| 6 juin 2015 |               |        |      | Lomé, Togo |

#### Poule B
| Rang | Pays    | J | V | N | D | Pm | Pe | Diff | Pts |
| ---- | ------- | - | - | - | - | -- | -- | ---- | --- |
| 1    | Maroc   | 2 | 2 | 0 | 0 | 68 | 7  | +61  | 6   |
| 2    | Nigeria | 2 | 1 | 0 | 1 | 43 | 21 | +22  | 4   |
| 3    | Mali    | 2 | 0 | 0 | 2 | 0  | 83 | -83  | 2   |

| 6 juin 2015 | Nigeria | 36 - 0 | Mali | Lomé, Togo |
| 6 juin 2015 |         |        |      | Lomé, Togo |
| 6 juin 2015 |         |        |      | Lomé, Togo |

| 6 juin 2015 | Maroc | 47 - 0 | Mali | Lomé, Togo |
| 6 juin 2015 |       |        |      | Lomé, Togo |
| 6 juin 2015 |       |        |      | Lomé, Togo |

| 6 juin 2015 | Nigeria | 7 - 21 | Maroc | Lomé, Togo |
| 6 juin 2015 |         |        |       | Lomé, Togo |
| 6 juin 2015 |         |        |       | Lomé, Togo |

#### Phase finale

##### Cup
|  | Demi-finales             | Demi-finales             |         |    | Finale                   | Finale                   |
|  | Demi-finales             | Demi-finales             |         |    | Finale                   | Finale                   |
|  |                          |                          |         |    |                          |                          |
|  | 7 juin 2015 - Lomé, Togo | 7 juin 2015 - Lomé, Togo |         |    | 7 juin 2015 - Lomé, Togo | 7 juin 2015 - Lomé, Togo |
|  | 7 juin 2015 - Lomé, Togo | 7 juin 2015 - Lomé, Togo |         |    | 7 juin 2015 - Lomé, Togo | 7 juin 2015 - Lomé, Togo |
|  | Côte d'Ivoire            | 5                        |         |    | 7 juin 2015 - Lomé, Togo | 7 juin 2015 - Lomé, Togo |
|  | Côte d'Ivoire            | 5                        |         |    | 7 juin 2015 - Lomé, Togo | 7 juin 2015 - Lomé, Togo |
|  | Nigeria                  | 14                       |         |    | 7 juin 2015 - Lomé, Togo | 7 juin 2015 - Lomé, Togo |
|  | Nigeria                  | 14                       | Nigeria | 7  |                          |                          |
|  | 7 juin 2015 - Lomé, Togo |                          | Nigeria | 7  |                          |                          |
|  |                          | Maroc                    | 34      |    |                          |                          |
|  | Maroc                    | Maroc                    | 34      | 29 |                          |                          |
|  | Maroc                    |                          |         | 29 |                          |                          |
|  | Togo                     | 0                        |         |    |                          |                          |
|  | Togo                     | 0                        |         |    |                          |                          |

##### Plate
|  | Finale        |    |
|  |               |    |
|  |               |    |
|  |               |    |
|  | Côte d'Ivoire | 26 |
|  | Côte d'Ivoire | 26 |
|  | Togo          | 5  |
|  | Togo          | 5  |

##### Bowl
|  | Finale |    |
|  |        |    |
|  |        |    |
|  |        |    |
|  | Ghana  | 27 |
|  | Ghana  | 27 |
|  | Mali   | 7  |
|  | Mali   | 7  |

### Classement de la qualification du nord
| Légende                        |
| ------------------------------ |
| Qualifié pour le tournoi final |

| Rank | Team          |
| ---- | ------------- |
| 1    | Maroc         |
| 2    | Nigeria       |
| 3    | Côte d'Ivoire |
| 4    | Togo          |
| 5    | Ghana         |
| 6    | Mali          |

## Qualification du Sud
Note : L'équipe du Zambie s'est déjà qualifié pour le championnat d'Afrique de rugby 2015 en ayant terminée neuvième de la précédente édition Championnat d'Afrique de rugby à sept 2014.

### Phase de poules

#### Poule A
| Rang | Pays     | J | V | N | D | Pm | Pe | Diff | Pts |
| ---- | -------- | - | - | - | - | -- | -- | ---- | --- |
| 1    | Zambie   | 2 | 2 | 0 | 0 | 46 | 19 | +27  | 6   |
| 2    | Botswana | 2 | 1 | 0 | 1 | 45 | 21 | +24  | 4   |
| 3    | Burundi  | 2 | 0 | 0 | 2 | 7  | 58 | -51  | 2   |

| 26 juillet 2015 | Botswana | 12 - 21 | Zambie | Kigali, Rwanda |
| 26 juillet 2015 |          |         |        | Kigali, Rwanda |
| 26 juillet 2015 |          |         |        | Kigali, Rwanda |

| 26 juillet 2015 | Burundi | 7 - 25 | Zambie | Kigali, Rwanda |
| 26 juillet 2015 |         |        |        | Kigali, Rwanda |
| 26 juillet 2015 |         |        |        | Kigali, Rwanda |

| 26 juillet 2015 | Botswana | 33 - 0 | Burundi | Kigali, Rwanda |
| 26 juillet 2015 |          |        |         | Kigali, Rwanda |
| 26 juillet 2015 |          |        |         | Kigali, Rwanda |

#### Poule B
| Rang | Pays    | J | V | N | D | Pm | Pe | Diff | Pts |
| ---- | ------- | - | - | - | - | -- | -- | ---- | --- |
| 1    | Maurice | 2 | 2 | 0 | 0 | 38 | 12 | +26  | 6   |
| 2    | Congo   | 2 | 1 | 0 | 1 | 45 | 45 | 0    | 4   |
| 3    | Rwanda  | 2 | 0 | 0 | 2 | 21 | 47 | -26  | 2   |

| 26 juillet 2015 | Maurice | 24 - 12 | Congo | Kigali, Rwanda |
| 26 juillet 2015 |         |         |       | Kigali, Rwanda |
| 26 juillet 2015 |         |         |       | Kigali, Rwanda |

| 26 juillet 2015 | Rwanda | 21 - 33 | Congo | Kigali, Rwanda |
| 26 juillet 2015 |        |         |       | Kigali, Rwanda |
| 26 juillet 2015 |        |         |       | Kigali, Rwanda |

| 26 juillet 2015 | Maurice | 14 - 0 | Rwanda | Kigali, Rwanda |
| 26 juillet 2015 |         |        |        | Kigali, Rwanda |
| 26 juillet 2015 |         |        |        | Kigali, Rwanda |

#### Phase finale

##### Cup
|  | Demi-finales                     | Demi-finales                     |        |    | Finale                           | Finale                           |
|  | Demi-finales                     | Demi-finales                     |        |    | Finale                           | Finale                           |
|  |                                  |                                  |        |    |                                  |                                  |
|  | 26 juillet 2015 - Kigali, Rwanda | 26 juillet 2015 - Kigali, Rwanda |        |    | 26 juillet 2015 - Kigali, Rwanda | 26 juillet 2015 - Kigali, Rwanda |
|  | 26 juillet 2015 - Kigali, Rwanda | 26 juillet 2015 - Kigali, Rwanda |        |    | 26 juillet 2015 - Kigali, Rwanda | 26 juillet 2015 - Kigali, Rwanda |
|  | Zambie                           | 40                               |        |    | 26 juillet 2015 - Kigali, Rwanda | 26 juillet 2015 - Kigali, Rwanda |
|  | Zambie                           | 40                               |        |    | 26 juillet 2015 - Kigali, Rwanda | 26 juillet 2015 - Kigali, Rwanda |
|  | Congo                            | 7                                |        |    | 26 juillet 2015 - Kigali, Rwanda | 26 juillet 2015 - Kigali, Rwanda |
|  | Congo                            | 7                                | Zambie | 38 |                                  |                                  |
|  | 26 juillet 2015 - Kigali, Rwanda |                                  | Zambie | 38 |                                  |                                  |
|  |                                  | Maurice                          | 21     |    |                                  |                                  |
|  | Maurice                          | Maurice                          | 21     | 35 |                                  |                                  |
|  | Maurice                          |                                  |        | 35 |                                  |                                  |
|  | Botswana                         | 26                               |        |    |                                  |                                  |
|  | Botswana                         | 26                               |        |    |                                  |                                  |

##### Plate
|  | Finale   |    |
|  |          |    |
|  |          |    |
|  |          |    |
|  | Congo    | 17 |
|  | Congo    | 17 |
|  | Botswana | 24 |
|  | Botswana | 24 |

##### Bowl
|  | Finale  |    |
|  |         |    |
|  |         |    |
|  |         |    |
|  | Burundi | 19 |
|  | Burundi | 19 |
|  | Rwanda  | 0  |
|  | Rwanda  | 0  |

### Classement de la qualification du sud
| Legend                         |
| ------------------------------ |
| Qualifié pour le tournoi final |

| Rank | Team     |
| ---- | -------- |
| 1    | Zambie   |
| 2    | Maurice  |
| 3    | Botswana |
| 4    | Congo    |
| 5    | Rwanda   |
| 6    | Burundi  |

## Tournoi final
Note: L'équipe d'Afrique du Sud s'est déjà qualifié pour les jeux olympiques en finissant deuxième de Sevens World Series 2014-15.

### Phase de poules

#### Poule A
| Rang | Pays       | J | V | N | D | Pm  | Pe | Diff | Pts |
| ---- | ---------- | - | - | - | - | --- | -- | ---- | --- |
| 1    | Kenya      | 3 | 3 | 0 | 0 | 123 | 5  | +118 | 9   |
| 2    | Madagascar | 3 | 1 | 0 | 2 | 60  | 92 | -32  | 5   |
| 3    | Sénégal    | 3 | 1 | 0 | 2 | 36  | 77 | -41  | 5   |
| 4    | Maurice    | 3 | 1 | 0 | 2 | 51  | 96 | -45  | 5   |

| 14 novembre 2015 10 h 00 UTC+02:00 | Kenya | 50 - 5 | Maurice | Barnard Stadium, Kempton Park, Johannesburg |
| 14 novembre 2015 10 h 00 UTC+02:00 |       |        |         | Barnard Stadium, Kempton Park, Johannesburg |
| 14 novembre 2015 10 h 00 UTC+02:00 |       |        |         | Barnard Stadium, Kempton Park, Johannesburg |

| 14 novembre 2015 11 h 06 UTC+02:00 | Madagascar | 33 - 17 | Sénégal | Barnard Stadium, Kempton Park, Johannesburg |
| 14 novembre 2015 11 h 06 UTC+02:00 |            |         |         | Barnard Stadium, Kempton Park, Johannesburg |
| 14 novembre 2015 11 h 06 UTC+02:00 |            |         |         | Barnard Stadium, Kempton Park, Johannesburg |

| 14 novembre 2015 12 h 42 UTC+02:00 | Kenya | 27 - 0 | Sénégal | Barnard Stadium, Kempton Park, Johannesburg |
| 14 novembre 2015 12 h 42 UTC+02:00 |       |        |         | Barnard Stadium, Kempton Park, Johannesburg |
| 14 novembre 2015 12 h 42 UTC+02:00 |       |        |         | Barnard Stadium, Kempton Park, Johannesburg |

| 14 novembre 2015 13 h 48 UTC+02:00 | Madagascar | 27 - 29 | Maurice | Barnard Stadium, Kempton Park, Johannesburg |
| 14 novembre 2015 13 h 48 UTC+02:00 |            |         |         | Barnard Stadium, Kempton Park, Johannesburg |
| 14 novembre 2015 13 h 48 UTC+02:00 |            |         |         | Barnard Stadium, Kempton Park, Johannesburg |

| 14 novembre 2015 15 h 14 UTC+02:00 | Kenya | 46 - 0 | Madagascar | Barnard Stadium, Kempton Park, Johannesburg |
| 14 novembre 2015 15 h 14 UTC+02:00 |       |        |            | Barnard Stadium, Kempton Park, Johannesburg |
| 14 novembre 2015 15 h 14 UTC+02:00 |       |        |            | Barnard Stadium, Kempton Park, Johannesburg |

| 14 novembre 2015 16 h 20 UTC+02:00 | Sénégal | 19 - 17 | Maurice | Barnard Stadium, Kempton Park, Johannesburg |
| 14 novembre 2015 16 h 20 UTC+02:00 |         |         |         | Barnard Stadium, Kempton Park, Johannesburg |
| 14 novembre 2015 16 h 20 UTC+02:00 |         |         |         | Barnard Stadium, Kempton Park, Johannesburg |

#### Poule B
| Rang | Pays     | J | V | N | D | Pm  | Pe  | Diff | Pts |
| ---- | -------- | - | - | - | - | --- | --- | ---- | --- |
| 1    | Zimbabwe | 3 | 3 | 0 | 0 | 122 | 12  | +110 | 9   |
| 2    | Ouganda  | 3 | 2 | 0 | 1 | 66  | 60  | +6   | 7   |
| 3    | Nigeria  | 3 | 1 | 0 | 2 | 43  | 64  | -21  | 5   |
| 4    | Zambie   | 3 | 0 | 0 | 3 | 19  | 114 | -95  | 3   |

| 14 novembre 2015 10 h 22 UTC+02:00 | Zimbabwe | 31 - 12 | Nigeria | Barnard Stadium, Kempton Park, Johannesburg |
| 14 novembre 2015 10 h 22 UTC+02:00 |          |         |         | Barnard Stadium, Kempton Park, Johannesburg |
| 14 novembre 2015 10 h 22 UTC+02:00 |          |         |         | Barnard Stadium, Kempton Park, Johannesburg |

| 14 novembre 2015 11 h 28 UTC+02:00 | Ouganda | 47 - 5 | Zambie | Barnard Stadium, Kempton Park, Johannesburg |
| 14 novembre 2015 11 h 28 UTC+02:00 |         |        |        | Barnard Stadium, Kempton Park, Johannesburg |
| 14 novembre 2015 11 h 28 UTC+02:00 |         |        |        | Barnard Stadium, Kempton Park, Johannesburg |

| 14 novembre 2015 13 h 04 UTC+02:00 | Zimbabwe | 48 - 0 | Zambie | Barnard Stadium, Kempton Park, Johannesburg |
| 14 novembre 2015 13 h 04 UTC+02:00 |          |        |        | Barnard Stadium, Kempton Park, Johannesburg |
| 14 novembre 2015 13 h 04 UTC+02:00 |          |        |        | Barnard Stadium, Kempton Park, Johannesburg |

| 14 novembre 2015 14 h 10 UTC+02:00 | Ouganda | 19 - 12 | Nigeria | Barnard Stadium, Kempton Park, Johannesburg |
| 14 novembre 2015 14 h 10 UTC+02:00 |         |         |         | Barnard Stadium, Kempton Park, Johannesburg |
| 14 novembre 2015 14 h 10 UTC+02:00 |         |         |         | Barnard Stadium, Kempton Park, Johannesburg |

| 14 novembre 2015 15 h 36 UTC+02:00 | Zimbabwe | 43 - 0 | Ouganda | Barnard Stadium, Kempton Park, Johannesburg |
| 14 novembre 2015 15 h 36 UTC+02:00 |          |        |         | Barnard Stadium, Kempton Park, Johannesburg |
| 14 novembre 2015 15 h 36 UTC+02:00 |          |        |         | Barnard Stadium, Kempton Park, Johannesburg |

| 14 novembre 2015 16 h 42 UTC+02:00 | Zambie | 14 - 19 | Nigeria | Barnard Stadium, Kempton Park, Johannesburg |
| 14 novembre 2015 16 h 42 UTC+02:00 |        |         |         | Barnard Stadium, Kempton Park, Johannesburg |
| 14 novembre 2015 16 h 42 UTC+02:00 |        |         |         | Barnard Stadium, Kempton Park, Johannesburg |

#### Poule C
| Rang | Pays     | J | V | N | D | Pm  | Pe  | Diff | Pts |
| ---- | -------- | - | - | - | - | --- | --- | ---- | --- |
| 1    | Namibie  | 3 | 3 | 0 | 0 | 102 | 31  | +71  | 9   |
| 2    | Tunisie  | 3 | 2 | 0 | 1 | 55  | 69  | -14  | 7   |
| 3    | Maroc    | 3 | 1 | 0 | 2 | 83  | 50  | +33  | 5   |
| 4    | Botswana | 3 | 0 | 0 | 3 | 12  | 102 | -90  | 3   |

| 14 novembre 2015 10 h 44 UTC+02:00 | Tunisie | 24 - 7 | Botswana | Barnard Stadium, Kempton Park, Johannesburg |
| 14 novembre 2015 10 h 44 UTC+02:00 |         |        |          | Barnard Stadium, Kempton Park, Johannesburg |
| 14 novembre 2015 10 h 44 UTC+02:00 |         |        |          | Barnard Stadium, Kempton Park, Johannesburg |

| 14 novembre 2015 11 h 50 UTC+02:00 | Namibie | 24 - 21 | Maroc | Barnard Stadium, Kempton Park, Johannesburg |
| 14 novembre 2015 11 h 50 UTC+02:00 |         |         |       | Barnard Stadium, Kempton Park, Johannesburg |
| 14 novembre 2015 11 h 50 UTC+02:00 |         |         |       | Barnard Stadium, Kempton Park, Johannesburg |

| 14 novembre 2015 13 h 26 UTC+02:00 | Tunisie | 21 - 17 | Maroc | Barnard Stadium, Kempton Park, Johannesburg |
| 14 novembre 2015 13 h 26 UTC+02:00 |         |         |       | Barnard Stadium, Kempton Park, Johannesburg |
| 14 novembre 2015 13 h 26 UTC+02:00 |         |         |       | Barnard Stadium, Kempton Park, Johannesburg |

| 14 novembre 2015 14 h 32 UTC+02:00 | Namibie | 33 - 0 | Botswana | Barnard Stadium, Kempton Park, Johannesburg |
| 14 novembre 2015 14 h 32 UTC+02:00 |         |        |          | Barnard Stadium, Kempton Park, Johannesburg |
| 14 novembre 2015 14 h 32 UTC+02:00 |         |        |          | Barnard Stadium, Kempton Park, Johannesburg |

| 14 novembre 2015 15 h 58 UTC+02:00 | Tunisie | 10 - 45 | Namibie | Barnard Stadium, Kempton Park, Johannesburg |
| 14 novembre 2015 15 h 58 UTC+02:00 |         |         |         | Barnard Stadium, Kempton Park, Johannesburg |
| 14 novembre 2015 15 h 58 UTC+02:00 |         |         |         | Barnard Stadium, Kempton Park, Johannesburg |

| 14 novembre 2015 17 h 04 UTC+02:00 | Maroc | 45 - 5 | Botswana | Barnard Stadium, Kempton Park, Johannesburg |
| 14 novembre 2015 17 h 04 UTC+02:00 |       |        |          | Barnard Stadium, Kempton Park, Johannesburg |
| 14 novembre 2015 17 h 04 UTC+02:00 |       |        |          | Barnard Stadium, Kempton Park, Johannesburg |

### Phases finales

#### Cup
|  | Quarts de finale                     | Quarts de finale                     |                                      |                                      | Demi-finales                         | Demi-finales                         |    |  | Finale                               | Finale                               |
|  | Quarts de finale                     | Quarts de finale                     |                                      |                                      | Demi-finales                         | Demi-finales                         |    |  | Finale                               | Finale                               |
|  |                                      |                                      |                                      |                                      |                                      |                                      |    |  |                                      |                                      |
|  | 15 novembre 2015 - 10 h 44 UTC+02:00 | 15 novembre 2015 - 10 h 44 UTC+02:00 |                                      |                                      | 15 novembre 2015 - 14 h 18 UTC+02:00 | 15 novembre 2015 - 14 h 18 UTC+02:00 |    |  | 15 novembre 2015 - 17 h 27 UTC+02:00 | 15 novembre 2015 - 17 h 27 UTC+02:00 |
|  | 15 novembre 2015 - 10 h 44 UTC+02:00 | 15 novembre 2015 - 10 h 44 UTC+02:00 |                                      |                                      | 15 novembre 2015 - 14 h 18 UTC+02:00 | 15 novembre 2015 - 14 h 18 UTC+02:00 |    |  | 15 novembre 2015 - 17 h 27 UTC+02:00 | 15 novembre 2015 - 17 h 27 UTC+02:00 |
|  | Kenya                                | 41                                   |                                      |                                      | 15 novembre 2015 - 14 h 18 UTC+02:00 | 15 novembre 2015 - 14 h 18 UTC+02:00 |    |  | 15 novembre 2015 - 17 h 27 UTC+02:00 | 15 novembre 2015 - 17 h 27 UTC+02:00 |
|  | Kenya                                | 41                                   |                                      |                                      | 15 novembre 2015 - 14 h 18 UTC+02:00 | 15 novembre 2015 - 14 h 18 UTC+02:00 |    |  | 15 novembre 2015 - 17 h 27 UTC+02:00 | 15 novembre 2015 - 17 h 27 UTC+02:00 |
|  | Madagascar                           | 0                                    |                                      |                                      | 15 novembre 2015 - 14 h 18 UTC+02:00 | 15 novembre 2015 - 14 h 18 UTC+02:00 |    |  | 15 novembre 2015 - 17 h 27 UTC+02:00 | 15 novembre 2015 - 17 h 27 UTC+02:00 |
|  | Madagascar                           | 0                                    | Kenya                                | 42                                   |                                      |                                      |    |  | 15 novembre 2015 - 17 h 27 UTC+02:00 | 15 novembre 2015 - 17 h 27 UTC+02:00 |
|  | 15 novembre 2015 - 11 h 09 UTC+02:00 |                                      | Kenya                                | 42                                   |                                      |                                      |    |  | 15 novembre 2015 - 17 h 27 UTC+02:00 | 15 novembre 2015 - 17 h 27 UTC+02:00 |
|  |                                      | Tunisie                              | 12                                   |                                      |                                      |                                      |    |  | 15 novembre 2015 - 17 h 27 UTC+02:00 | 15 novembre 2015 - 17 h 27 UTC+02:00 |
|  | Ouganda                              | Tunisie                              | 12                                   | 14                                   |                                      |                                      |    |  | 15 novembre 2015 - 17 h 27 UTC+02:00 | 15 novembre 2015 - 17 h 27 UTC+02:00 |
|  | Ouganda                              |                                      |                                      | 14                                   |                                      |                                      |    |  | 15 novembre 2015 - 17 h 27 UTC+02:00 | 15 novembre 2015 - 17 h 27 UTC+02:00 |
|  | Tunisie                              | 19                                   |                                      |                                      |                                      |                                      |    |  | 15 novembre 2015 - 17 h 27 UTC+02:00 | 15 novembre 2015 - 17 h 27 UTC+02:00 |
|  | Tunisie                              | 19                                   | Kenya                                | 21                                   |                                      |                                      |    |  |                                      |                                      |
|  | 15 novembre 2015 - 11 h 34 UTC+02:00 |                                      | Kenya                                | 21                                   |                                      |                                      |    |  |                                      |                                      |
|  |                                      | Zimbabwe                             | 17                                   |                                      |                                      |                                      |    |  |                                      |                                      |
|  | Namibie                              | Zimbabwe                             | 17                                   | 15                                   |                                      |                                      |    |  |                                      |                                      |
|  | Namibie                              | 15 novembre 2015 - 14 h 43 UTC+02:00 |                                      | 15                                   |                                      |                                      |    |  |                                      |                                      |
|  | Maroc                                | 17                                   |                                      |                                      |                                      |                                      |    |  |                                      |                                      |
|  | Maroc                                | 17                                   | Maroc                                | 0                                    |                                      |                                      |    |  |                                      |                                      |
|  | 15 novembre 2015 - 11 h 59 UTC+02:00 | 15 novembre 2015 - 11 h 59 UTC+02:00 | Maroc                                | 0                                    | Match pour la 3e place               | Match pour la 3e place               |    |  |                                      |                                      |
|  | 15 novembre 2015 - 11 h 59 UTC+02:00 | 15 novembre 2015 - 11 h 59 UTC+02:00 |                                      | Zimbabwe                             | Match pour la 3e place               | Match pour la 3e place               | 26 |  |                                      |                                      |
|  | Zimbabwe                             | 31                                   | 15 novembre 2015 - 17 h 02 UTC+02:00 | 15 novembre 2015 - 17 h 02 UTC+02:00 |                                      |                                      | 26 |  |                                      |                                      |
|  | Zimbabwe                             | 31                                   | 15 novembre 2015 - 17 h 02 UTC+02:00 | 15 novembre 2015 - 17 h 02 UTC+02:00 |                                      |                                      |    |  |                                      |                                      |
|  | Nigeria                              | 10                                   |                                      | Tunisie                              | 12                                   |                                      |    |  |                                      |                                      |
|  | Nigeria                              | 10                                   |                                      | Tunisie                              | 12                                   |                                      |    |  |                                      |                                      |
|  |                                      |                                      |                                      |                                      |                                      |                                      |    |  | Maroc                                | 19                                   |
|  |                                      |                                      |                                      |                                      |                                      |                                      |    |  | Maroc                                | 19                                   |

Quart de finale
| 15 novembre 2015 10 h 44 UTC+02:00 | Kenya | 41 - 0 | Madagascar | Barnard Stadium, Kempton Park, Johannesburg |
| 15 novembre 2015 10 h 44 UTC+02:00 |       |        |            | Barnard Stadium, Kempton Park, Johannesburg |
| 15 novembre 2015 10 h 44 UTC+02:00 |       |        |            | Barnard Stadium, Kempton Park, Johannesburg |

| 15 novembre 2015 11 h 09 UTC+02:00 | Ouganda | 14 - 19 | Tunisie | Barnard Stadium, Kempton Park, Johannesburg |
| 15 novembre 2015 11 h 09 UTC+02:00 |         |         |         | Barnard Stadium, Kempton Park, Johannesburg |
| 15 novembre 2015 11 h 09 UTC+02:00 |         |         |         | Barnard Stadium, Kempton Park, Johannesburg |

| 15 novembre 2015 11 h 34 UTC+02:00 | Namibie | 15 - 17 | Maroc | Barnard Stadium, Kempton Park, Johannesburg |
| 15 novembre 2015 11 h 34 UTC+02:00 |         |         |       | Barnard Stadium, Kempton Park, Johannesburg |
| 15 novembre 2015 11 h 34 UTC+02:00 |         |         |       | Barnard Stadium, Kempton Park, Johannesburg |

| 15 novembre 2015 11 h 59 UTC+02:00 | Zimbabwe | 31 - 10 | Nigeria | Barnard Stadium, Kempton Park, Johannesburg |
| 15 novembre 2015 11 h 59 UTC+02:00 |          |         |         | Barnard Stadium, Kempton Park, Johannesburg |
| 15 novembre 2015 11 h 59 UTC+02:00 |          |         |         | Barnard Stadium, Kempton Park, Johannesburg |

demi-finale
| 15 novembre 2015 14 h 18 UTC+02:00 | Kenya | 42 - 12 | Tunisie | Barnard Stadium, Kempton Park, Johannesburg |
| 15 novembre 2015 14 h 18 UTC+02:00 |       |         |         | Barnard Stadium, Kempton Park, Johannesburg |
| 15 novembre 2015 14 h 18 UTC+02:00 |       |         |         | Barnard Stadium, Kempton Park, Johannesburg |

| 15 novembre 2015 14 h 43 UTC+02:00 | Maroc | 0 - 26 | Zimbabwe | Barnard Stadium, Kempton Park, Johannesburg |
| 15 novembre 2015 14 h 43 UTC+02:00 |       |        |          | Barnard Stadium, Kempton Park, Johannesburg |
| 15 novembre 2015 14 h 43 UTC+02:00 |       |        |          | Barnard Stadium, Kempton Park, Johannesburg |

Troisième place
| 15 novembre 2015 17 h 12 UTC+02:00 | Tunisie | 12 - 19 | Maroc | Barnard Stadium, Kempton Park, Johannesburg |
| 15 novembre 2015 17 h 12 UTC+02:00 |         |         |       | Barnard Stadium, Kempton Park, Johannesburg |
| 15 novembre 2015 17 h 12 UTC+02:00 |         |         |       | Barnard Stadium, Kempton Park, Johannesburg |

Finale
| 15 novembre 2015 17 h 27 UTC+02:00 | Kenya | 21 - 17 | Zimbabwe | Barnard Stadium, Kempton Park, Johannesburg |
| 15 novembre 2015 17 h 27 UTC+02:00 |       |         |          | Barnard Stadium, Kempton Park, Johannesburg |
| 15 novembre 2015 17 h 27 UTC+02:00 |       |         |          | Barnard Stadium, Kempton Park, Johannesburg |

#### Plate
|  | Demi-finales                         | Demi-finales                         |                        |    | Finale                               | Finale                               |
|  | Demi-finales                         | Demi-finales                         |                        |    | Finale                               | Finale                               |
|  |                                      |                                      |                        |    |                                      |                                      |
|  | 15 novembre 2015 - 13 h 28 UTC+02:00 | 15 novembre 2015 - 13 h 28 UTC+02:00 |                        |    | 15 novembre 2015 - 16 h 37 UTC+02:00 | 15 novembre 2015 - 16 h 37 UTC+02:00 |
|  | 15 novembre 2015 - 13 h 28 UTC+02:00 | 15 novembre 2015 - 13 h 28 UTC+02:00 |                        |    | 15 novembre 2015 - 16 h 37 UTC+02:00 | 15 novembre 2015 - 16 h 37 UTC+02:00 |
|  | Madagascar                           | 24                                   |                        |    | 15 novembre 2015 - 16 h 37 UTC+02:00 | 15 novembre 2015 - 16 h 37 UTC+02:00 |
|  | Madagascar                           | 24                                   |                        |    | 15 novembre 2015 - 16 h 37 UTC+02:00 | 15 novembre 2015 - 16 h 37 UTC+02:00 |
|  | Ouganda                              | 7                                    |                        |    | 15 novembre 2015 - 16 h 37 UTC+02:00 | 15 novembre 2015 - 16 h 37 UTC+02:00 |
|  | Ouganda                              | 7                                    | Madagascar             | 17 |                                      |                                      |
|  | 15 novembre 2015 - 13 h 53 UTC+02:00 |                                      | Madagascar             | 17 |                                      |                                      |
|  |                                      | Namibie                              | 24                     |    |                                      |                                      |
|  | Namibie                              | Namibie                              | 24                     | 39 |                                      |                                      |
|  | Namibie                              |                                      |                        | 39 |                                      |                                      |
|  | Nigeria                              | 5                                    |                        |    |                                      |                                      |
|  | Nigeria                              | 5                                    | Match pour la 3e place |    |                                      |                                      |
|  |                                      |                                      |                        |    |                                      |                                      |
|  | 15 novembre 2015 - 16 h 12 UTC+02:00 |                                      |                        |    |                                      |                                      |
|  |                                      |                                      |                        |    |                                      |                                      |
|  | Ouganda                              | 27                                   |                        |    |                                      |                                      |
|  | Ouganda                              | 27                                   |                        |    |                                      |                                      |
|  | Nigeria                              | 7                                    |                        |    |                                      |                                      |
|  | Nigeria                              | 7                                    |                        |    |                                      |                                      |

demi-finale
| 15 novembre 2015 13 h 28 UTC+02:00 | Madagascar | 24 - 7 | Ouganda | Barnard Stadium, Kempton Park, Johannesburg |
| 15 novembre 2015 13 h 28 UTC+02:00 |            |        |         | Barnard Stadium, Kempton Park, Johannesburg |
| 15 novembre 2015 13 h 28 UTC+02:00 |            |        |         | Barnard Stadium, Kempton Park, Johannesburg |

| 15 novembre 2015 13 h 53 UTC+02:00 | Namibie | 39 - 5 | Nigeria | Barnard Stadium, Kempton Park, Johannesburg |
| 15 novembre 2015 13 h 53 UTC+02:00 |         |        |         | Barnard Stadium, Kempton Park, Johannesburg |
| 15 novembre 2015 13 h 53 UTC+02:00 |         |        |         | Barnard Stadium, Kempton Park, Johannesburg |

Septième place
| 15 novembre 2015 16 h 12 UTC+02:00 | Ouganda | 27 - 7 | Nigeria | Barnard Stadium, Kempton Park, Johannesburg |
| 15 novembre 2015 16 h 12 UTC+02:00 |         |        |         | Barnard Stadium, Kempton Park, Johannesburg |
| 15 novembre 2015 16 h 12 UTC+02:00 |         |        |         | Barnard Stadium, Kempton Park, Johannesburg |

Finale
| 15 novembre 2015 16 h 37 UTC+02:00 | Madagascar | 17 - 24 | Namibie | Barnard Stadium, Kempton Park, Johannesburg |
| 15 novembre 2015 16 h 37 UTC+02:00 |            |         |         | Barnard Stadium, Kempton Park, Johannesburg |
| 15 novembre 2015 16 h 37 UTC+02:00 |            |         |         | Barnard Stadium, Kempton Park, Johannesburg |

#### Bowl
| Rang | Pays     | J | V | N | D | Pm | Pe  | Diff | Pts |
| ---- | -------- | - | - | - | - | -- | --- | ---- | --- |
| 1    | Botswana | 3 | 3 | 0 | 0 | 67 | 42  | +25  | 9   |
| 2    | Zambie   | 3 | 2 | 0 | 1 | 75 | 53  | +22  | 7   |
| 3    | Maurice  | 3 | 1 | 0 | 2 | 71 | 43  | +28  | 5   |
| 4    | Sénégal  | 3 | 0 | 0 | 3 | 29 | 104 | -75  | 3   |

| 15 novembre 2015 10 h 00 UTC+02:00 | Sénégal | 10 - 40 | Zambie | Barnard Stadium, Kempton Park, Johannesburg |
| 15 novembre 2015 10 h 00 UTC+02:00 |         |         |        | Barnard Stadium, Kempton Park, Johannesburg |
| 15 novembre 2015 10 h 00 UTC+02:00 |         |         |        | Barnard Stadium, Kempton Park, Johannesburg |

| 15 novembre 2015 10 h 22 UTC+02:00 | Maurice | 14 - 17 | Botswana | Barnard Stadium, Kempton Park, Johannesburg |
| 15 novembre 2015 10 h 22 UTC+02:00 |         |         |          | Barnard Stadium, Kempton Park, Johannesburg |
| 15 novembre 2015 10 h 22 UTC+02:00 |         |         |          | Barnard Stadium, Kempton Park, Johannesburg |

| 15 novembre 2015 12 h 44 UTC+02:00 | Sénégal | 14 - 24 | Botswana | Barnard Stadium, Kempton Park, Johannesburg |
| 15 novembre 2015 12 h 44 UTC+02:00 |         |         |          | Barnard Stadium, Kempton Park, Johannesburg |
| 15 novembre 2015 12 h 44 UTC+02:00 |         |         |          | Barnard Stadium, Kempton Park, Johannesburg |

| 15 novembre 2015 13 h 06 UTC+02:00 | Maurice | 17 - 21 | Zambie | Barnard Stadium, Kempton Park, Johannesburg |
| 15 novembre 2015 13 h 06 UTC+02:00 |         |         |        | Barnard Stadium, Kempton Park, Johannesburg |
| 15 novembre 2015 13 h 06 UTC+02:00 |         |         |        | Barnard Stadium, Kempton Park, Johannesburg |

| 15 novembre 2015 15 h 28 UTC+02:00 | Botswana | 26 - 14 | Zambie | Barnard Stadium, Kempton Park, Johannesburg |
| 15 novembre 2015 15 h 28 UTC+02:00 |          |         |        | Barnard Stadium, Kempton Park, Johannesburg |
| 15 novembre 2015 15 h 28 UTC+02:00 |          |         |        | Barnard Stadium, Kempton Park, Johannesburg |

| 15 novembre 2015 15 h 50 UTC+02:00 | Sénégal | 5 - 40 | Maurice | Barnard Stadium, Kempton Park, Johannesburg |
| 15 novembre 2015 15 h 50 UTC+02:00 |         |        |         | Barnard Stadium, Kempton Park, Johannesburg |
| 15 novembre 2015 15 h 50 UTC+02:00 |         |        |         | Barnard Stadium, Kempton Park, Johannesburg |

### Classement final du tournoi
| Légende                                                                 |
| ----------------------------------------------------------------------- |
| Qualifié pour le tournoi Rugby à sept aux Jeux olympiques d'été de 2016 |
| Qualifié pour le tournoi olympique qualificatif de rugby à sept 2016.   |

| Rang | Équipe     |
| ---- | ---------- |
| 1    | Kenya      |
| 2    | Zimbabwe   |
| 3    | Maroc      |
| 4    | Tunisie    |
| 5    | Namibie    |
| 6    | Madagascar |
| 7    | Ouganda    |
| 8    | Nigeria    |
| 9    | Botswana   |
| 10   | Zambie     |
| 11   | Maurice    |
| 12   | Sénégal    |

## Médiatisation
Le groupe de télévision français Canal+ réalise un reportage (Intérieur sport) sur ce tournoi intitulé « Out of Africa ».